# The Mockingbird & the Crow
The Mockingbird & the Crow (стилизовано как the mockingbird & THE CROW) — второй студийный альбом американского кантри-музыканта Hardy (Майкл Уилсон Харди), который вышел 20 января 2023 года на лейбле Big Loud. Альбом представляет собой смесь кантри-музыки и хард-рока. Харди был соавтором всех семнадцати песен проекта и сопродюсером с Джоуи Мои и Дереком Уэллсом. «Wait in the Truck», дуэт с Лэйни Уилсон, является первым синглом альбома. Получив неоднозначные отзывы музыкальных критиков, альбом дебютировал на четвёртом месте в американском чарте Billboard 200 с 55 000 эквивалентных альбому единиц, что сделало его альбомом Харди, с самым высоким местом в чарте. Сингл «Truck Bed» стал номером один в кантри-чарте Country Airplay.

## История
Харди впервые объявил о выпуске альбома 10 октября 2022 года. Он рассказал блогу Taste of Country, что намеревался включить в проект влияния как кантри-музыки, так и рок-музыки, и что он считает песни на проекте одними из лучших, которые он написал. До выхода альбома в 2023 году Харди выпустил главный сингл «Wait in the Truck», дуэт с Лэйни Уилсон. Также до проекта были выпущены «Sold Out», «Truck Bed», «Here Lies Country Music» и заглавный трек. Другие треки на проекте включают вокал от Моргана Уоллена и Джереми Маккиннона. Дэн Хайман из Spin отметил влияние как кантри, так и хард-рока в звучании альбома.
Бобби Мур из блога Wide Open Country отметил темы потребления алкоголя и деконструкции клише кантри-музыки в первой половине треков альбома, особенно в «Red» и «I in Country». Мур также считал, что заглавный трек показал влияние ню-метала и обозначил переходную точку между кантри и рок-звучанием в альбоме. Харди написал каждую песню в альбоме, в дополнение к сопродюсированию с Джоуи Мои и Дереком Уэллсом. Дэвид Гарсия, Джордан Шмидт, Бен Джонсон, Эндрю Уэйд, Джереми МакКиннон и Коди Квистад также спродюсировали отдельные треки.

## Отзывы
| Оценки критиков | Оценки критиков |
| Источник        | Оценка          |
| --------------- | --------------- |
| AllMusic        | [ 10 ]          |

Альбом получил смешанные отзывы. Стивен Томас Эрлевайн из AllMusic оценил альбом на две звезды из пяти, так как он посчитал, что треки в первой половине альбома, в которых больше влияния кантри-музыки, больше похожи на сатерн-рок и Кид Рока, чем на кантри-музыку, а также отметил «клише» в текстах нескольких треков и сравнил треки с рок-музыкой в невыгодном свете с ню-металом. Далее критик отметил, что «Название The Mockingbird & THE CROW представляет две стороны личности Харди: первая представляет кантри-певца, который таится глубоко внутри; вторая — рокера, жаждущего полета. Если вам трудно отличить эти две стороны, Харди предлагает удобную типографскую стенографию, набрав весь свой кантри-материал строчными буквами, а рокеров — заглавными. В музыкальном плане тоже есть различия, в основном заключающиеся в том, как Харди стремится позволить себе или приглашенному Джереми МакКиннону реветь, как будто это был 1999 год. Тот факт, что он поражает все цели с оглушительным грохотом, лишь подчеркивает, что этот самопровозглашенный бунтарь точно знает, как играть в эту игру».

## Список композиций
| №                   | Название                                       | Автор(ы)                                              | Длительность |
| ------------------- | ---------------------------------------------- | ----------------------------------------------------- | ------------ |
| 1.                  | «Beer»                                         | Michael Hardy Ashley Gorley Ben Johnson Hunter Phelps | 3:12         |
| 2.                  | «Red» (при участии Моргана Уоллена)            | Hardy Rhett Akins Ben Hayslip Jacob Rice              | 3:26         |
| 3.                  | «Wait in the Truck» (при участии Лэйни Уилсон) | Hardy Renee Blair Phelps Jordan Schmidt               | 4:38         |
| 4.                  | «Drink One for Me»                             | Hardy David Garcia Phelps                             | 3:32         |
| 5.                  | «I in Country»                                 | Hardy Smith Ahnquist Nick Donley Jake Mitchell Phelps | 3:49         |
| 6.                  | «Screen»                                       | Hardy Jessie Jo Dillon Matt Dragstrem Phelps          | 3:48         |
| 7.                  | «Happy»                                        | Hardy                                                 | 3:57         |
| 8.                  | «Here Lies Country Music»                      | Hardy Cole Taylor Brett Tyler Will Weatherly          | 3:41         |
| 9.                  | «The Mockingbird & the Crow»                   | Hardy Schmidt Tyler                                   | 5:06         |
| 10.                 | «Sold Out»                                     | Hardy Garcia Phelps                                   | 3:23         |
| 11.                 | «Jack»                                         | Hardy Garcia Hillary Lindsey                          | 2:49         |
| 12.                 | «Truck Bed»                                    | Hardy Gorley Johnson Phelps                           | 2:48         |
| 13.                 | «.30-06»                                       | Hardy Cameron Montgomery Phelps Rich                  | 2:21         |
| 14.                 | «I Ain't in the Country No More»               | Hardy Garcia Lindsey                                  | 4:15         |
| 15.                 | «Radio Song» (при участии Джереми Маккиннона)  | Hardy Zach Abend Nick Donley McKinnon Cody Quistad    | 3:08         |
| 16.                 | «Kill Shit Till I Die»                         | Hardy Garcia Phelps                                   | 3:25         |
| 17.                 | «The Redneck Song»                             | Hardy Andy Albert Donley                              | 3:56         |
| Общая длительность: | Общая длительность:                            | Общая длительность:                                   | 61:14        |

Замечание
- Треки 1-8 стилизованы под строчные буквы; трек 9 стилизован как «the mockingbird & THE CROW»; треки 10-15 и 17 стилизованы под заглавные буквы; трек 16 стилизован как «KILL SH!T TILL I DIE».

## Чарты
| Чарт (2023)                          | Высшая позиция |
| ------------------------------------ | -------------- |
| Австралия (ARIA)                     | 74             |
| Австралия (Country Albums, ARIA)     | 6              |
| Канада (Canadian Albums Chart)       | 6              |
| США (Billboard 200)                  | 4              |
| США (Billboard Independent Albums)   | 1              |
| США (Billboard Top Country Albums)   | 1              |
| США (Billboard Top Hard Rock Albums) | 1              |
| США (Billboard Top Rock Albums)      | 1              |

| Чарт (2023)                         | Позиция |
| ----------------------------------- | ------- |
| США (Billboard 200)                 | 61      |
| США (Independent Albums, Billboard) | 8       |
| США (Top Country Albums, Billboard) | 14      |

| Чарт (2024)                         | Позиция |
| ----------------------------------- | ------- |
| Австралия (Country Albums, ARIA)    | 52      |
| США (Billboard 200)                 | 116     |
| США (Top Country Albums, Billboard) | 23      |